# Chiasmognathus taprobanicola
Chiasmognathus taprobanicola là một loài Hymenoptera trong họ Apidae. Loài này được Engel mô tả khoa học năm 2008.